# Christoph Jürgensen
Christoph Jürgensen (* 1972) ist ein deutscher Literaturwissenschaftler.

## Leben
Nach dem Studium (1994–2001) der Germanistik und Philosophie an der Universität Kiel war er von 2005 bis 2009 wissenschaftlicher Mitarbeiter an der Akademie der Wissenschaften zu Göttingen im Vorhaben „Jahrhundertwende – Literatur, Künste, Wissenschaften in grenzüberschreitender Wahrnehmung“. Nach der Promotion 2005 im Fach Neuere deutsche Literaturwissenschaft an der Universität Kiel bei Heinrich Detering war er von 2011 bis 2017 wissenschaftlicher Mitarbeiter (Akademischer Rat auf Zeit) am Lehrstuhl für Allgemeine Literaturwissenschaft und Neuere deutsche Literaturgeschichte bei Michael Scheffel an der Bergischen Universität Wuppertal. Nach der Habilitation 2017 (venia legendi für Allgemeine Literaturwissenschaft und Neuere deutsche Literaturgeschichte) ist er seit 2019 Professor für Neuere deutsche Literaturwissenschaft/Literaturvermittlung an der Otto-Friedrich-Universität Bamberg.

## Schriften (Auswahl)
- „Der Rahmen arbeitet“ – Paratextuelle Strategien der Lektürelenkung im Werk Arno Schmidts. Göttingen 2007.
- Sturm und Drang. Mit Ingo Irsigler. Göttingen 2010.
- Federkrieger – Autorschaft im Zeichen der Befreiungskriege. Stuttgart 2018.
- Erzählte Moderne – Fiktionale Welten in den 1920er Jahren (mit Andreas Blödorn und Christof Hamann). Göttingen: Wallstein 2018.
- Gedichte von Ulrike Draesner. Interpretationen (mit Erik Schilling und Rüdiger Zymner). Münster: Mentis 2020.
- Eduard von Keyserling und die Klassische Moderne (mit Michael Scheffel). Stuttgart: Metzler 2020.
- Literaturpreise: Geschichte und Geschichten (mit Antonius Weixler). Stuttgart: Metzler 2021.
- Günter Grass Handbuch, de Gruyter. Zusammen mit Michael Scheffel unter Mitarbeit von Dieter Stolz (Hg.): Berlin/Boston 2025, ISBN 978-3-11-075529-9.